# Pierre George
Ne doit pas être confondu avec Pierre Georges.
Pour les articles homonymes, voir George.
Pierre George est un géographe français né le 11 octobre 1909 à Paris et mort le 11 septembre 2006 à Châtenay-Malabry. S'il s'est tout particulièrement intéressé à la géographie de l'URSS comme à celle de la population mondiale, ses thématiques de recherche et de publication ont été très ouvertes et diversifiées, et souvent novatrices, englobant en particulier la géographie urbaine, la géographie active, la géographie de la France, celle de l'Amérique du Nord et celle de l'Europe centrale.

## Biographie

### Années de formation
Reçu premier à l'agrégation d'histoire et de géographie en 1930, Pierre George enseigne au Prytanée national militaire de la Flèche, au lycée de Montpellier, au lycée Charlemagne à Paris, puis au lycée Lakanal à Sceaux. Il soutient en 1934 une thèse sur la région du Bas-Rhône (éditée en 1935, cf. bibliographie).

### Carrière universitaire
Il enseigne ensuite à l'université, comme maître de conférence à Lille (1946 à 1948) puis à la Sorbonne (1948 à 1953). Il devient professeur en 1953 et poursuit son enseignement à la Sorbonne (géographie humaine) jusqu'en 1977. De 1973 à 1977, il dirige l'Institut de démographie de l'Université de Paris. De 1946 à 1978, il enseigne à l'Institut d'études politiques de Paris.
Il a souvent enseigné à l'étranger : Tunis (1961, 1963, 1964), Salvador de Bahia (1962), Buenos Aires et La Plata (1965, 1969), Valparaíso (1966), Montréal (1967), São Paulo (1968), Ottawa (1973, 1975), Toronto (1975), Caracas (1977), Mexico (1978, 1980, 1982, 1984).

### Engagement politique
Membre du Comité de vigilance des intellectuels antifascistes, il adhère au Parti communiste français en 1936. Ses travaux sont profondément marqués par le marxisme dont l'influence intellectuelle est largement répandue dans les années 1950-1970. Il exerce alors une influence importante sur les étudiants, les enseignants et les chercheurs en géographie.
S'étant progressivement éloigné du Parti communiste, il se tient à l'écart de la crise de 1968 ainsi que des différents courants qui agitent le milieu des géographes et qui se réclament de lui.

### Géographe de l'Union soviétique
Son intérêt pour l'Union soviétique l'amène à apprendre le russe, afin de rendre compte pour la Bibliographie géographique internationale des articles publiés dans ce pays. En 1947, il publie un ouvrage de géographie de l'Union soviétique, le premier livre important en langue française sur le sujet.

### Géographe de la population mondiale
En 1951, à l'Institut national d'études démographiques, il publie une Introduction à l'étude géographique de la population dans le monde qui inaugure une longue collaboration avec Alfred Sauvy et les démographes.
Aux Presses universitaires de France, il est l'auteur de nombreux « Que sais-je ? », de Géographie active (1965) et dirige un Dictionnaire de la Géographie (1970).
Il publie en 1995 Le Temps des collines aux  Éditions de la Table ronde. Dans ce dernier ouvrage, Pierre George décrit le paysage français « avant le grand bouleversement de la Seconde Guerre mondiale et les illusions des Trente Glorieuses [...] livre d'espérance qui prône la réconciliation de l'histoire, de la géographie et de la littérature ».
Pierre George a légué sa bibliothèque personnelle au service commun de la documentation de l'université d'Avignon.

### Famille
Il est le père de Jean-Pierre George (1940-2020), écrivain et journaliste, et de François George, écrivain et philosophe né en 1947 à Sceaux, comme son frère aîné, connus tous deux pour avoir postulé sans succès en 1965 à l'Internationale situationniste de Guy Debord.

## Distinctions
- 1980 - Élu à l'Académie des sciences morales et politiques au fauteuil de l'historien Marcel Dunan.
- 1988 - Prix Northern Telecom en études canadiennes

## Publications
- 1935 - La Région du Bas-Rhône, étude de géographie régionale (thèse).
- 1935 - Trois rivières de Bocage (en collaboration).
- 1936 - La Forêt de Bercé (thèse complémentaire).
- 1938 - Études géographiques sur le Bas-Languedoc.
- 1938 - Géographie économique et sociale de la France.
- 1941 - Les Pays de la Saône et du Rhône. PUF, 216 pages.
- 1942 - Géographie des Alpes.
- 1944 - Le Midi provençal de notre France : sa géographie, son histoire, Charles-Lavauzelle & Cie Éditeurs, Paris, 1944
- 1944 - Le Midi languedocien de notre France : sa géographie, son histoire.
- 1945 - Géographie sociale du monde.
- 1945 - L'Économie de l'URSS, « Que sais-je ? ».
- 1946 - L'Économie des États-Unis.
- 1946 - Géographie agricole du monde.
- 1946 - Les Régions polaires.
- 1947 - Le Problème allemand en Tchécoslovaquie.
- 1947 - Géographie industrielle du monde.
- 1947 - L'URSS.
- 1948 - Études économiques sur la Tchécoslovaquie.
- 1947 - Problèmes de la paix (en collaboration).
- 1949 - L'Économie de l'Europe centrale, slave et danubienne.
- 1950 - Géographie de l'énergie.
- 1951 - Introduction à l'étude géographique de la population du monde.
- 1952 - La Ville, le fait urbain à travers le monde.
- 1952 - Les Grands Marchés du monde.
- 1954 - L'Europe centrale, 2 volumes (en collaboration).
- 1956 - La Campagne. Le fait rural à travers le monde.
- 1956 - Précis de géographie économique.
- 1959 - Questions de géographie de la population.
- 1959 - La Région parisienne (en collaboration).
- 1961 - Précis de géographie urbaine.
- 1963 - Géographie de la consommation.
- 1963 - Géographie de l'URSS, « Que sais-je ? ».
- 1963 - Précis de géographie rurale.
- 1963 - Panorama du monde actuel.
- 1964 - Géographie active (en collaboration avec Raymond Guglielmo, Bernard Kayser & Yves Lacoste).
- 1964 - L'Europe des marchands et des navigateurs (en collaboration).
- 1965 - Géographie de la population.
- 1965 - Géographie de l'Italie.
- 1966 - Sociologie et géographie.
- 1967 - La France.
- 1967 - Belgique, Pays-Bas, Luxembourg (en collaboration).
- 1967 - Les Républiques socialistes d'Europe centrale (en collaboration).
- 1968 - L'Action humaine.
- 1969 - Population et peuplement.
- 1970 - Les Méthodes de la géographie.
- 1970 - Dictionnaire de la géographie (en collaboration).
- 1971 - Géographie des États-Unis.
- 1971 - L'Environnement.
- 1973 - Géographie de l'électricité.
- 1974 - L'Ère des techniques : constructions ou destructions ?.
- 1976 - Les Migrations internationales de populations.
- 1978 - Les Populations actives : essai sur la géographie du travail.
- 1979 - Le Québec.
- 1980 - Société en mutation.
- 1981 - Géographie des inégalités.
- 1982 - Fin de siècle en Occident; déclin ou métamorphose ?.
- 1984 - Géopolitique des minorités.
- 1986 - La géographie du Canada.
- 1986 - L'Immigration en France. Faits et problèmes, Armand Colin, 166 pages.
- 1989 - La Terre et les hommes, atelier des géographes.
- 1989 - Avignon, une ville du passé et du présent.
- 1990 - Le Métier de géographe : un demi-siècle de géographie.
- 1992 - La Géographie à la poursuite de l'histoire.
- 1994 - Chronique géographique du XXe siècle.
- 1995 - Le Temps des collines (ISBN 2710306700).